# Alusvesi
Alusvesi är en sjö i Finland. Den ligger i kommunen Joensuu i landskapet Norra Karelen, i den sydöstra delen av landet, 400 km nordost om huvudstaden Helsingfors. Alusvesi ligger 84,2 meter över havet. Arean är 5,88 kvadratkilometer och strandlinjen är 34,28 kilometer lång. Sjön  ingår i Vuoksens huvudavrinningsområde.   I omgivningarna runt Alusvesi växer i huvudsak blandskog.
I övrigt finns följande i Alusvesi:
- Harjussaari (en ö)
- Pieni Palosaari (en ö)
- Kalmosaari (en ö)
- Lokkisaari (en ö)
- Rajasaari (en ö)
- Helmisaari (en ö)
- Aarresaari (en ö)
- Pieni Petäjäsaari (en ö)
- Petäjäsaari (en ö)
- Honkasaari (en ö)
- Selkäluoto (en ö)
- Heposaari (en ö)
- Iso Malinsaari (en ö)
- Pieni Malinsaari (en ö)